# Bombycoidea
Bombycoidea es una superfamilia de lepidópteros que contiene a la mariposa de la seda, la polilla Atlas, la esfinge de la calavera y otros. 
La superfamilia Lasiocampoidea es bastante cercana y a veces es puesta en el mismo grupo. Así, sus dos familias principales: Anthelidae y Lasiocampidae, se consideran también dentro de esta superfamilia.